# Autobahndreieck Nuthetal

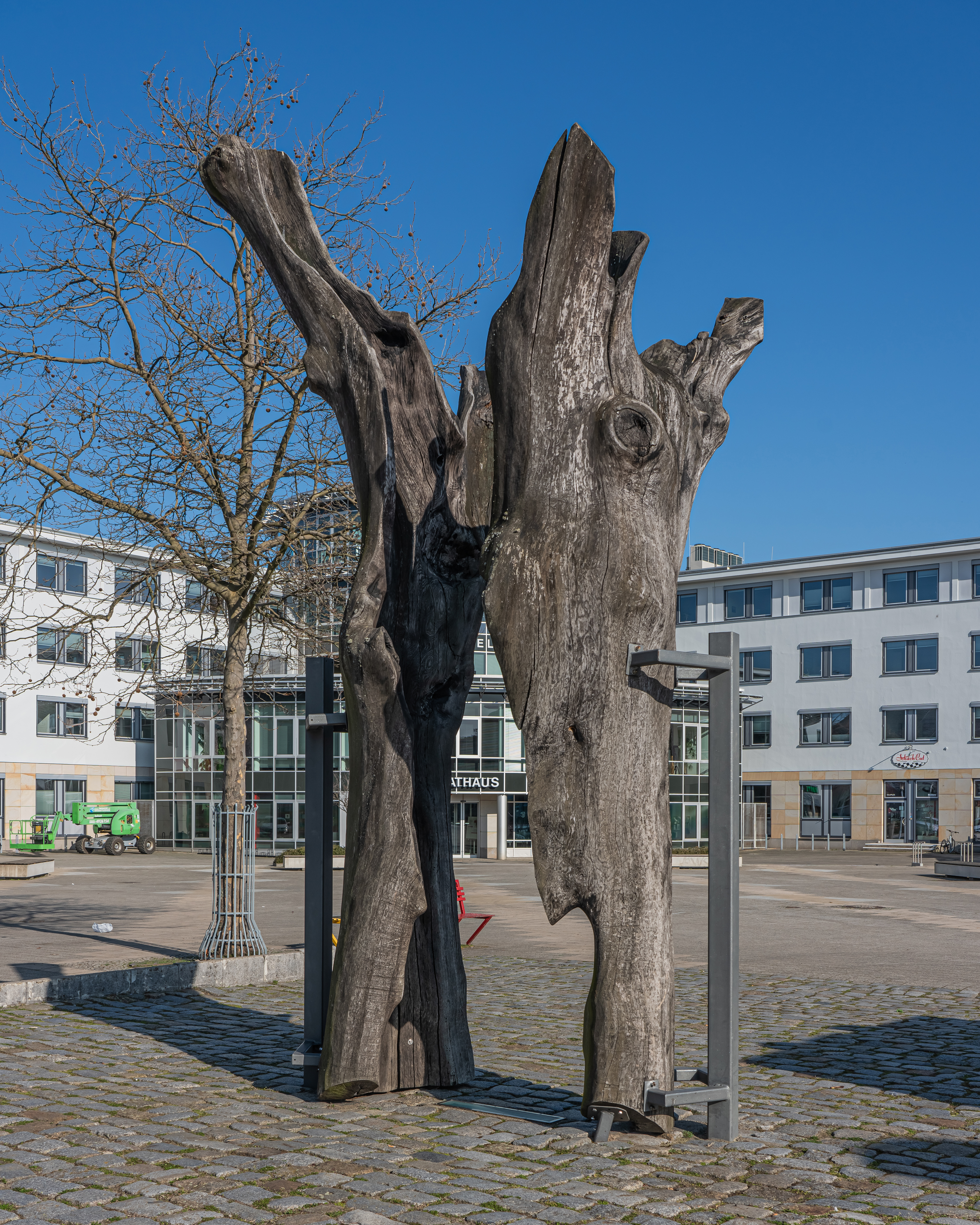
Die zu einer Skulptur umgewandelte Stundeneiche, 2005 in Ludwigsfelde

Luftbild vom Umbau AD Nuthetal, September 2007

Das Autobahndreieck Nuthetal (Abkürzung: AD Nuthetal; Kurzform: Dreieck Nuthetal) ist ein Autobahndreieck in Brandenburg in der Metropolregion Berlin. Es bindet die Bundesautobahn 115 (AVUS) an die Bundesautobahn 10 (Berliner Ring) an.

## Geographie
Das Dreieck liegt auf den Gemeindegebieten von Michendorf und Nuthetal im Landkreis Potsdam-Mittelmark. Die nächstgelegenen Ortsteile sind Saarmund, Wildenbruch und Langerwisch. Es befindet sich etwa 30 Kilometer südwestlich der Berliner Innenstadt, etwa zehn Kilometer südlich von Potsdam und etwa 120 Kilometer nordöstlich von Leipzig.
Den jetzigen Namen erhielt das Dreieck, das auf dem Gemeindegebiet von Michendorf liegt, von der benachbarten Gemeinde Nuthetal, die von der Nuthe durchflossen wird. Östlich des Dreieckes stand am Kilometer 82 bis zum Jahr 2004 die bei Autofahrern bekannte Stundeneiche, die angab, dass man sich – eine Fahrt auf DDR-Gebiet zugrunde gelegt – eine Stunde vom Ost-Berliner Zentrum entfernt befand.
Das Dreieck befindet sich unweit der Naturparks Nuthe-Nieplitz und Dahme-Heideseen.
Es stellt einen wichtigen Knotenpunkt für den Verkehr von Süd- und Westdeutschland nach Berlin dar, so verbindet es beispielsweise die Relationen aus München (A 9), aus Hannover und der Metropolregion Rhein-Ruhr (A 2) mit dem Berliner Stadtring.
Das Autobahndreieck Nuthetal trägt auf der A 10 die Anschlussstellennummer 16, auf der A 115 die Nummer 9.

## Geschichte
Angelegt wurde das Autobahndreieck 1941 zunächst unter der Bezeichnung Saarmunder Dreieck als rechtsgeführte Trompete. Das Bauwerk sollte die von der AVUS kommende Autobahn an den Berliner Ring anbinden. Zur Zeit der Deutschen Teilung trug das Dreieck die Bezeichnung Abzweig Drewitz nach dem heutigen Potsdamer Ortsteil Drewitz. Geläufig ist der alte Name insbesondere vielen West-Berlinern, da in Drewitz die zentrale Transitstrecke nach West-Berlin abzweigte. Zu DDR-Zeiten erfolgten einige Umbauten am Dreieck. Die Rampen Nord–West und West–Nord wurden mit weniger engen Kurven neu gebaut. Die Bauform des Dreieckes hatte aber vor allem für die Verbindung Nord–Ost Nachteile, da die mit einem Radius von nur 100 Metern enge indirekte Rampe nur mit geringer Geschwindigkeit befahren werden konnte.
Nach der deutschen Wiedervereinigung erhöhte sich die Verkehrsdichte stark. Für 2015 wurde prognostiziert, dass es auf dem westlich des Autobahndreiecks gelegenen Abschnitt der A 10 täglich durchschnittlich 120.000 Kraftfahrzeuge geben wird, mehr als auf jedem anderen Brandenburger Straßenabschnitt. Zwischen 2006 und Juli 2009 wurde das Dreieck als letztes auf dem südlichen Berliner Ring grundlegend modernisiert. Die engen Rampen Nord–Ost und West–Nord wurden, ähnlich wie beim Dreieck Spreeau, durch direkte Rampen ersetzt, die höhere Durchfahrtsgeschwindigkeiten ermöglichten. Die Umgestaltung war Bestandteil des Projektes 11 der Verkehrsprojekte Deutsche Einheit. Die Kosten betrugen etwa 35 Millionen Euro.

## Bauform und Ausbauzustand
Die A 115 ist sechsstreifig ausgebaut, die A 10 in Richtung Schönefelder Kreuz ebenfalls. Die A 10 zum Dreieck Potsdam ist achtstreifig ausgeführt. Die Verbindungsrampen von der A 115 zur A 10 nach Westen und umgekehrt sind dreistreifig ausgeführt, die Rampen auf die A 10 nach Osten und umgekehrt zweistreifig.
Das Dreieck wurde als vollständiges Dreieck in Y-Form angelegt.

## Verkehrsaufkommen
Das Dreieck wird täglich von rund 106.000 Fahrzeugen befahren.
| Von                         | Nach                 | Durchschnittliche tägliche Verkehrsstärke | Durchschnittliche tägliche Verkehrsstärke | Durchschnittliche tägliche Verkehrsstärke | Anteil Schwerlastverkehr | Anteil Schwerlastverkehr | Anteil Schwerlastverkehr |
| Von                         | Nach                 | 2005                                      | 2010                                      | 2015                                      | 2005                     | 2010                     | 2015                     |
| --------------------------- | -------------------- | ----------------------------------------- | ----------------------------------------- | ----------------------------------------- | ------------------------ | ------------------------ | ------------------------ |
| AS Ludwigsfelde-West (A 10) | AD Nuthetal          | 55.700                                    | 52.500                                    | 054.700                                   | 21,4 %                   | 25,7 %                   | 26,9 %                   |
| AD Nuthetal                 | AS Michendorf (A 10) | 89.500                                    | 89.200                                    | 100.500                                   | 18,0 %                   | 22,6 %                   | 19,0 %                   |
| AS Saarmund                 | AD Nuthetal (A 115)  | 59.600                                    | 54.800                                    | 056.600                                   | 07,5 %                   | 07,6 %                   | 06,5 %                   |